# Огороднова-Духанина, Тамара Викторовна
Тамара Викторовна Огороднова-Духанина (15 января 1930, Владикавказ - 16 марта 2019, Гатчина) – советский и российский композитор, автор детских опер.

## Биография
Родилась в 1930 году в Орджоникидзе (ныне Владикавказ), дочь инженера и учительницы.
Занималась музыкой с 5-летнего возраста.
Окончила Ленинградский технологический институт им. Ленсовета (1953), вечернюю музыкальную школу им. Н. А. Римского-Корсакова (1953), композиторское отделение Музыкального училища при консерватории (занималась в классе Г. И. Уствольской, затем Б. В. Можжевелова), заочное отделение Ленинградской консерватории, теоретико-композиторский факультет (1960-1968).
Работала в детском саду, учителем пения в школе, хореографом, лектором, преподавателем музыкальной школы.
С 1966 по 1995 год во Владикавказе: преподаватель Училища искусств на теоретическом, дирижерско-хоровом, народном, духовом и вокальном отделениях, одновременно -  старший методист Республики Северная Осетия по сольфеджио, затем — директор Методкабинета РСО-А по музыкальному и художественному образованию детей.
С 1996 года преподаватель Хоровой школы «Апрель» в Гатчине.
Умерла 16 марта 2019 года.

## Семья
- Муж - Дмитрий Ерофеевич Огороднов (27 февраля 1916 года, Ростов Великий — 29 сентября 2015, Гатчина, Ленинградская область), музыкальный педагог, автор пособия "Музыкально-певческое воспитание детей в общеобразовательной школе".
- Сыновья - Виктор (р. 1953) и Михаил - музыканты.

## Сочинения
- Музыкальные диктанты [Ноты] : для старших классов детских музыкальных школ и исполнительских отделений музыкальных училищ / Т. Огороднова-Духанина. - Санкт-Петербург : Композитор Санкт-Петербург, 2013. - 85 с.; 21 см. - (Сольфеджио).
- Сонатины [Ноты] = Sonatinas : для пианистов 4-6 классов ДМШ и ДШИ / сост. А. Веселова, М. Терехова. - Санкт-Петербург : Союз художников, 2014. - 67 с.; 29 см. - (Музыкальная страна).
- Альбом для фортепиано [Ноты] : Тамара Огородникова-Духанина. - Санкт-Петербург : Композитор, [?]. - 41 c.
- Тараканище [Ноты] : детская опера в одном действии : либретто Т. В. Огородновой-Духаниной по одноименной сказке К. Чуковского : клавир : ср. и ст. кл. ДМШ / Т. В. Огороднова-Духанина. - Санкт-Петербург : Композитор • Санкт-Петербург, 2017. - 62 с. - (Давайте ставить оперу). - ISMN 979-0-66004-590-9 :
- Муха-Цокотуха [Ноты] : детская опера в одном действии : либретто Т. В. Огородновой-Духаниной по одноименной сказке К. Чуковского : клавир : ср. и ст. кл. ДМШ / Т. В. Огороднова-Духанина. - Санкт-Петербург : Композитор • Санкт-Петербург, 2017. - 45 с. - (Давайте ставить оперу). - ISMN 979-0-66004-592-3 :
- Путаница [Ноты] : детская опера в одном действии : либретто Т. В. Огородновой-Духаниной по одноименной сказке К. Чуковского : клавир : ср. и ст. кл. ДМШ / Т. В. Огороднова-Духанина. - Санкт-Петербург : Композитор • Санкт-Петербург, 2017. - 61 с. - (Давайте ставить оперу). - ISMN 979-0-66004-589-3 :
- Доктор Айболит [Текст] : детская опера в одном действии : клавир : средние и старшие классы детской музыкальной школы / Т. В. Огороднова-Духанина ; либр. Т. В. Огороднова-Духанина. - Санкт-Петербург : Композитор • Санкт-Петербург, 2017. - 79 с. - (Давайте ставить оперу). - ISMN 979-0-66004-591-6 :